# 라우렌시오

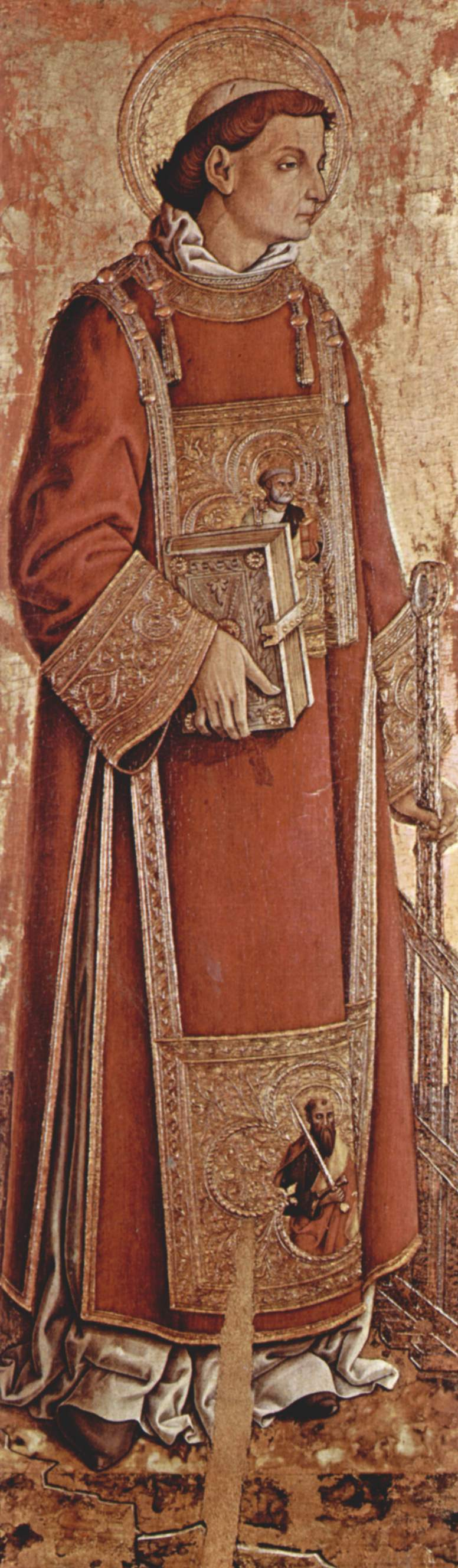
성 라우렌시오

라우렌시오(라틴어: Sanctus Laurentius, 225년 - 258년)는 초기 기독교의 일곱 부제 가운데 한 사람이자 순교자이다. 기독교의 성인이다. 축일은 8월 10일이다. 라우렌시오는 라틴어로 ‘라우렌툼 출신’이라는 뜻을 갖고 있다. 미술 작품에서 그는 흔히 달마티카를 입고 손에는 구약성서의 시편과 가난한 사람들에게 나누어 줄 구호품 또는 석쇠를 들고 있는 모습으로 그려진다. 때로 종려나무 가지를 들고 있는 순교자의 모습으로도 그려지기도 한다.

## 행적
라우렌시오는 교황 식스토 2세 때 로마의 일곱 부제 중 한 사람이었으며, 발레리아누스 황제의 박해로 순교하였다. 순교하기 전 그의 생애에 관한 자세한 내용은 초기의 성인전에서 전하고 있다. 투르넨시오와 암브로시우스, 아우구스티누스도 라우렌시오에 대해서 기록을 남겼다. 《황금전설》에 따르면, 라우렌시오는 에스파냐 출신으로 교황의 부름을 받아 로마로 와 부제가 되었다. 그가 맡은 일은 가난한 사람들에게 물건을 나누어 주는 것이었다. 집정관 코르넬리우스 세콜라리우스가 교회의 물건을 탐냈으나 라우렌시오는 계속해서 교회의 물건들을 가난한 사람들에게만 나누어 주었다. 집정관이 교회의 보물을 달라고 요구하자 라우렌시오는 가난한 사람들을 모아 집정관 앞으로 데리고 가서 이들이 바로 교회의 진정한 보물이라고 말했다. 그는 체포되어 뜨거운 석쇠 위에서 고문을 받았다. 라우렌시오는 고문을 지켜보던 로마 황제에게 “보아라. 한쪽은 잘 구워졌으니 다른 쪽도 잘 구워서 먹어라!” 고 말했다고 한다.

## 같이 보기
- 세인트로런스